# Élections sénatoriales de 2011 dans la Meuse
Les élections sénatoriales dans la Meuse ont lieu le dimanche 25 septembre 2011. Elles ont pour but d'élire les sénateurs représentant le département au Sénat pour un mandat de six années.

## Contexte départemental
Lors des élections sénatoriales du 23 septembre 2001 dans la Meuse, deux sénateurs ont été élus, Gérard Longuet (UDF) et Claude Biwer (Divers droite).
Depuis, tous les effectifs du collège électoral des grands électeurs ont été renouvelés, avec les élections législatives françaises de 2007, les élections régionales françaises de 2010, les élections cantonales de 2008 et 2011 et les élections municipales françaises de 2008.

## Sénateurs sortants
| Sénateur | Sénateur       | Parti | Fonctions lors de l'élection en 2001  |
| -------- | -------------- | ----- | ------------------------------------- |
|          | Claude Biwer   | AC    | Conseiller général, maire de Marville |
|          | Claude Léonard | UMP   | Conseiller général, maire de Montmédy |

## Présentation des candidats et des suppléants
Les nouveaux représentants sont élus pour une législature de 6 ans au suffrage universel indirect par les 882 grands électeurs du département. Dans la Meuse, les sénateurs sont élus au scrutin majoritaire à deux tours. Leur nombre reste inchangé, 2 sénateurs sont à élire. Ils sont 10 candidats dans le département, chacun avec un suppléant.
| T/S | Candidats | Candidats           | Parti | Principale fonction                                                    |
| --- | --------- | ------------------- | ----- | ---------------------------------------------------------------------- |
| T   |           | Jean-Louis Dumont   | PS    | Député, conseiller municipal de Verdun                                 |
| S   |           | Thibaut Villemin    | PS    | Vice-président du Conseil régional                                     |
| T   |           | Daniel Lhuillier    | PS    | Conseiller général, maire d'Abainville                                 |
| S   |           | Christophe Caput    | PS    | Maire de Dommary-Baroncourt                                            |
| T   |           | Daniel Lefort       | EELV  | Conseiller régional                                                    |
| S   |           | Dominique Ronga     | EELV  |                                                                        |
| T   |           | Francis Leclerc     | MoDem | Maire de Reffroy                                                       |
| S   |           | Laurent Palin       | MoDem |                                                                        |
| T   |           | Claude Biwer        | AC    | Sénateur sortant, maire de Marville                                    |
| S   |           | Olivier Chazal      | AC    | Maire de Lavoye                                                        |
| T   |           | Patrick Blin        | DVD   |                                                                        |
| S   |           | Jean-Marie Cousin   | DVD   | Conseiller général, maire de Ville-en-Woëvre                           |
| T   |           | Claudine Becq Vinci | UMP   | Conseillère régionale, conseillère générale                            |
| S   |           | Gérard Fillon       | DVD   | Maire de Beurey-sur-Saulx                                              |
| T   |           | Gérard Longuet      | UMP   | Ministre, ancien sénateur                                              |
| S   |           | Claude Léonard      | UMP   | Sénateur sortant, conseiller général, conseiller municipal de Montmédy |
| T   |           | Christian Namy      | UMP   | Président du conseil général                                           |
| S   |           | Jean-Marie Missler  | UMP   | Conseiller général, maire de Saint-Pierrevillers                       |
| T   |           | Dominique Bilde     | FN    | Conseillère régionale                                                  |
| S   |           | Gilbert Prot        | FN    |                                                                        |

## Résultats
| Candidat et parti politique | Candidat et parti politique | Candidat et parti politique | Premier tour | Premier tour | Second tour | Second tour |
| Candidat et parti politique | Candidat et parti politique | Candidat et parti politique | Voix         | %            | Voix        | %           |
| --------------------------- | --------------------------- | --------------------------- | ------------ | ------------ | ----------- | ----------- |
|                             | Gérard Longuet              | UMP                         | 442          | 50,51        |             |             |
|                             | Jean-Louis Dumont           | PS                          | 324          | 37,03        | 378         | 43,95       |
|                             | Christian Namy              | UMP                         | 308          | 35,20        | 457         | 53,14       |
|                             | Daniel Lhuillier            | PS                          | 233          | 26,63        |             |             |
|                             | Claude Biwer                | AC                          | 112          | 12,80        |             |             |
|                             | Claudine Becq Vinci         | UMP                         | 112          | 12,80        |             |             |
|                             | Francis Leclerc             | MoDem                       | 47           | 5,37         |             |             |
|                             | Patrick Blin                | DVD                         | 34           | 3,89         |             |             |
|                             | Daniel Lefort               | EELV                        | 32           | 3,66         |             |             |
|                             | Dominique Bilde             | FN                          | 32           | 3,66         | 25          | 2,91        |
|                             |                             |                             |              |              |             |             |
| Inscrits                    | Inscrits                    | Inscrits                    | 882          | 100,00       | 882         | 100,00      |
| Abstentions                 | Abstentions                 | Abstentions                 | 4            | 0,45         | 2           | 0,23        |
| Votants                     | Votants                     | Votants                     | 878          | 99,55        | 880         | 99,77       |
| Blancs et nuls              | Blancs et nuls              | Blancs et nuls              | 3            | 0,34         | 20          | 2,27        |
| Exprimés                    | Exprimés                    | Exprimés                    | 875          | 99,21        | 860         | 97,51       |